# Ikarus 256
Az Ikarus 256 egy, az Ikarus által Magyarországon gyártott helyközi, távolsági autóbusztípus. 25 évig tartó sorozatgyártása alatt több mint 23 000 db készült belőle.

## Története
A típust az Ikarus székesfehérvári gyáregysége tervezte a szerény komfortfokozatú, laprugós Ikarus 255-ös, és a távolsági kategóriában csúcsmodellnek számító 250-es közötti piaci rés betöltésére. A 255-ös főbb méreteivel, de légrugós kivitelben épített prototípus az 1973-as BNV-n mutatkozott be. A következő években mindössze néhány darab készült, a sorozatgyártás 1977-ben indult. 

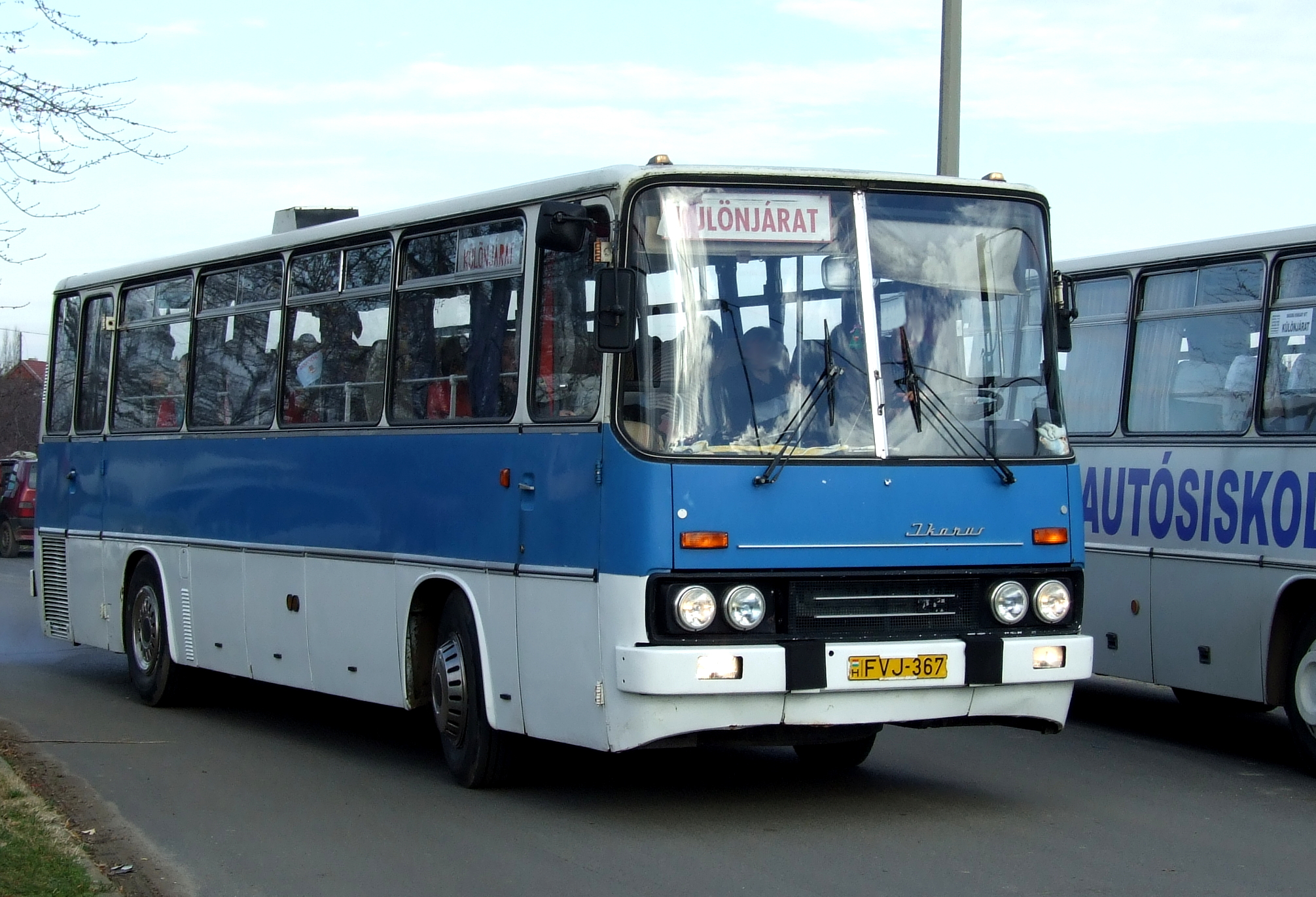
1977-es gyártású 256.50-es, az első sorozatra jellemző légbefúvóval és kézi működtetésű ajtóval. A járművet az Ikarus az IBUSZ utazási iroda részére gyártotta.

 A magyarországi közforgalmú közlekedésben előbb a budapesti székhelyű Volánbusz állított üzembe 1977-ben 22 darabot, majd 1978 és 1989 között több mint 1300 darab érkezett a Volán Vállalatokhoz. A nagy darabszámnak köszönhetően az 1980-as évek elejétől az 1990-es évek közepéig a típus magyarországi távolsági közlekedés szinte egyeduralkodó járművévé vált.

### Jellemző motortípusok
- Rába D2156 HM6U közvetlen befecskendezésű, soros, 6 hengeres fekvő dízelmotor. Hengerűrtartalma 10350 cm³. Legnagyobb teljesítménye: 141 kW (192 LE) (2100/min), legnagyobb nyomaték: 696 Nm (1300/min).
- Rába D2156 HM6UT közvetlen befecskendezésű, turbófeltöltésű, soros, 6 hengeres fekvő dízelmotor. Hengerűrtartalma: 10350 cm³. Legnagyobb teljesítménye: 184 kW (250 LE) (2200/min), legnagyobb nyomaték: 883 Nm (1600/min).
- Rába D10 UTS ( 241 LE )

### Erőátvitel
ASH-75 5+1 sebességes mechanikus, vagy (1980-tól) ZF S6-90U 6+1 sebességes mechanikus váltó. (Néhány jármű Renk-Doromat, illetve Voith automata váltóval készült.)
Főbb altípusok:
Ikarus 256.50 klasszikus kivitel
Ikarus 256.50V Volános kivitel
Ikarus 256.50VL Végrehajtásban Volan Lux - Csendes hátsó tengely, ülésszellőztető és világítási rendszer, megnövelt motorteljesítmény
Ikarus 256.51 NDK export
Ikarus 256.54 Export a Szovjetunióba. Gazdaságos belső berendezés

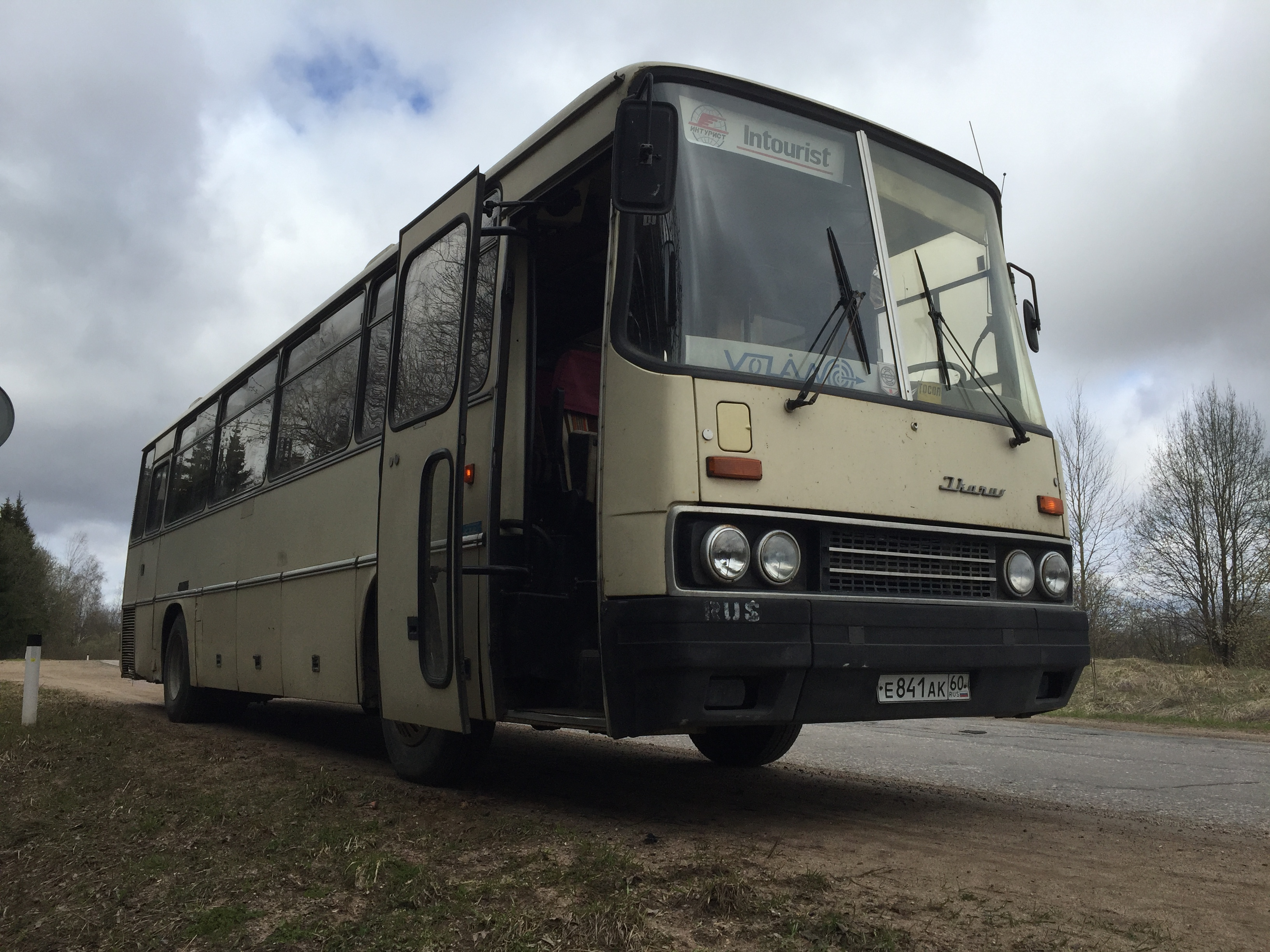
Ikarus 256.50VL 1990 (Volan Lux változat), 2021

Ikarus 256.55 Lengyel export
Ikarus 256.74 Orosz export

## A bolygóajtós 256.44 és 256.42 altípusok
1993-ban mutatkozott be a külföldre szánt, városi kialakítású Ikarus 244-es prototípusa, mely végül helyközi változatban került sorozatgyártásra belföldi megrendelésekre 256.44 jelzéssel.  
A 12 méter hosszú Ikarus 256.42 1995-től volt gyártásban, szintén belföldre, helyközi változatban (ennek a kocsiteste alapján épült meg a "városi változat", Ikarus 246 néven).  

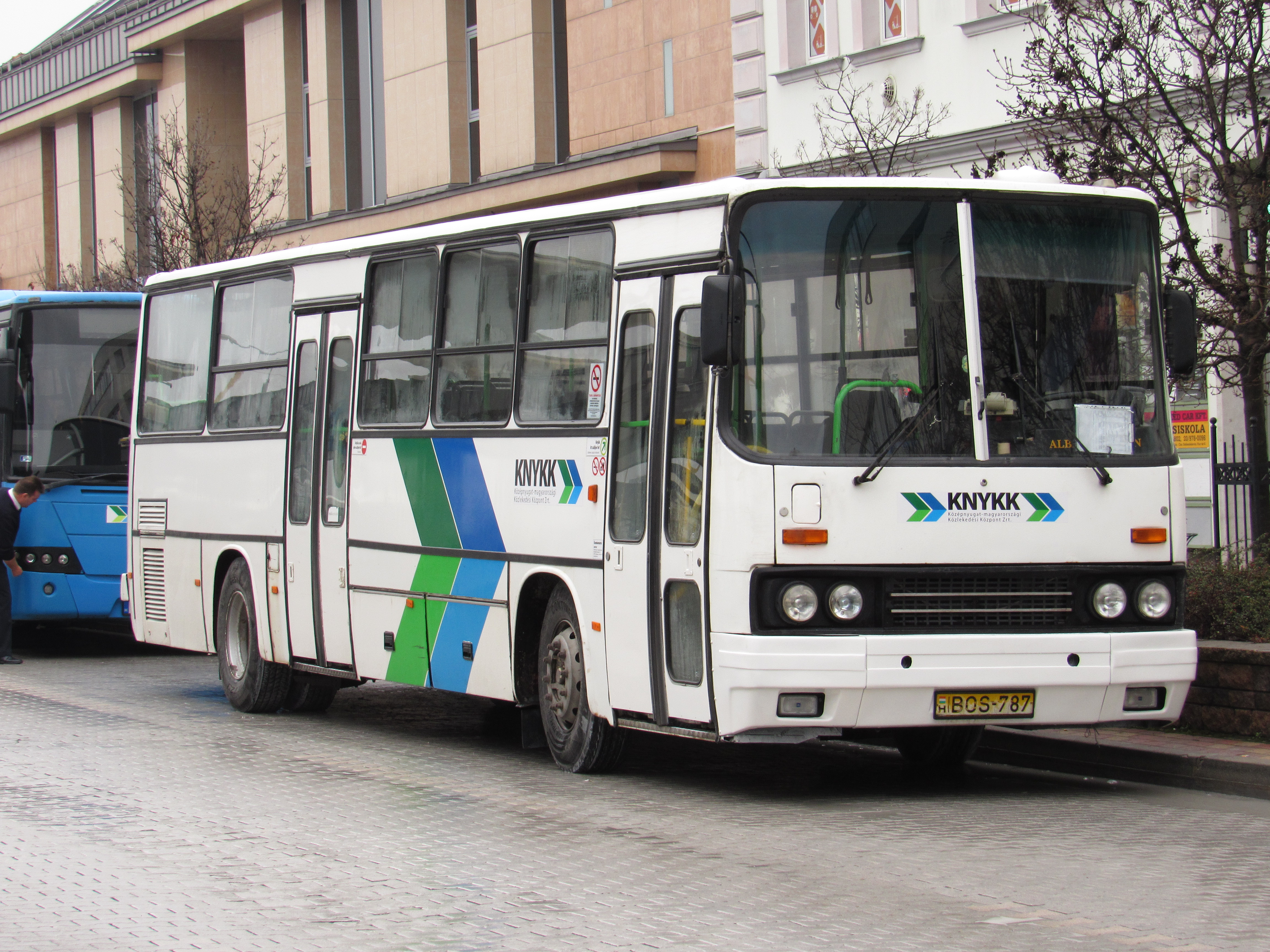
Ikarus 256.42 Székesfehérváron

## Ikarus 256.22
A Classic sorozat helyközi/távolsági tagja, az 1998-ban megjelent C56, a 256.42 típus továbbfejlesztett változata. Érdekesség, hogy a távolsági kivitelű, lengőajtós C56.22-es gyártásban volt a 200-as sorozat homlok- és hátfalával is, 256.22-ként.